# Przewałka
Przewałka (biał. Прывалка, Прывалкі, Prywałka, Prywałki, ros. Привалка, Priwałka, lit. Pervalkas) – dawne miasto, obecnie wieś nad Niemnem na Białorusi w rejonie grodzieńskim obwodu grodzieńskiego. Wchodzi w skład sielsowietu Hoża (Гожа).
Miejscowość znajduje się przy drodze krajowej R42 (biał. рэспубліканска дарога Р42), biegnącej z Grodna przez Nową Hożę i Hożę do białorusko-litewskiego przejścia granicznego Przewałka – Rajgród (Priwałka – Raigardas).
Miasto królewskie położone było w końcu XVIII wieku w starostwie niegrodowym przewalskim w powiecie grodzieńskim województwa trockiego. 
Znajduje się tu rzymskokatolicka parafia św. Judy Tadeusza w Przewałce.

## Legenda
Według miejscowej legendy nazwa wsi pochodzi od zapadnięcia się (przewalenia się) pod ziemię istniejącego w tym miejscu bogatego miasta Rajgrodu.

## Historia
- XVI w. – osada położona na terenie dóbr hospodarskich (wielkoksiążęcych)
- 1569 – wymieniana w składzie dóbr stołu królewskiego, następnie stała się centrum nowo utworzonego starostwa przewalskiego w powiecie grodzieńskim województwa trockiego Wielkiego Księstwa Litewskiego.
- 1606 – powstanie parafii rzymskokatolickiej i klasztoru karmelitów[3].
- 1650 – miasteczko otrzymało przywilej na organizowanie targów i jarmarku.
- 27 lutego 1792 – nadanie prawa magdeburskiego i herbu miejskiego (archanioł Michał z błyskawicą prawej ręce, a z tarczą w lewej unoszący się nad szatanem w płomieniach[4].
- 1793 – włączona w skład województwa grodzieńskiego
- 1795 – w wyniku III rozbioru Polski znalazła się na obszarze Ziem Zabranych zaboru rosyjskiego (gmina Sobolany, powiat (ujezd) grodzieński kolejnych guberni: słonimskiej (1795–1797), litewskiej (1797–1802) і grodzieńskiej).
- 1863–1864 – powstanie styczniowe; w ramach represji popowstaniowych zlikwidowano istniejący tu klasztor karmelitów, zniszczono kościół i zabudowania klasztorne.
- od 1921 – w gminie Porzecze (powiat grodzieński, województwo białostockie Rzeczypospolitej Polskiej).
- po 17 września 1939 r. – w składzie Białoruskiej SRR.
- 1940 – centrum sielsowietu w rejonie porzeckim obwodu białostockiego BSRR.
- 1941-1944 – okupacja hitlerowska Bezirk Bialystok (pl. Okręg Białostocki)[5]
- od września 1944 r. w obwodzie grodzieńskim BSRR (od 1990 r. Republika Białorusi).

## Demografia
Według Powszechnego Spisu Ludności z 1921 roku zamieszkiwało tu 611 osób, 595 było wyznania rzymskokatolickiego, 8 prawosławnego a 8 mojżeszowego. Jednocześnie 158 mieszkańców zadeklarowało polską przynależność narodową, 450 białoruską a 3 inną. Było tu 112 budynków mieszkalnych.

## Osoby związane z Przewałką
- Iwan (Jan) Tertel (Cierciel) – urodzony w Przewałce (1966), szef  białoruskiego KGB (od 2020)

### Starostowie przewalscy
Niektórzy spośród dzierżawców (najpierw namiestników, potem starostów niegrodowych) przewalskich:
- Wojciech (Olbrycht) Narbutt (XVI w.)[7]
- Krzysztof Morsztyn
- Jan Kazimierz Kierdej
- Marcjan Ogiński
- Tadeusz Franciszek Ogiński

## Zabytki
- kościół Matki Boskiej Szkaplerznej z 1919 r. należący do parafii św. Judy Tadeusza[8](dekanat Grodno-Wschód diecezji grodzieńskiej)[9]